# 10839 Hufeland
10839 Hufeland eller 1994 GY9 är en asteroid i huvudbältet som upptäcktes den 3 april 1994 av den tyske astronomen Freimut Börngen vid Tautenburg-observatoriet. Den är uppkallad efter den tyske läkaren Christoph Wilhelm Hufeland.
Asteroiden har en diameter på ungefär 9 kilometer.